# Rhapsody in White (instrumental)
«Rhapsody in White» es una canción compuesta por Barry White, e interpretada por The Love Unlimited Orchestra. Fue publicada en enero de 1974 como la segunda canción del álbum del mismo nombre. Más tarde, «Rhapsody in White» fue publicada el 29 de marzo de 1974 como el segundo sencillo del álbum.

## Recepción de la crítica
Un escritor no especificado de Record World le otorgó el certificado de “Hit of the Week”, y lo describió como “otro éxito pop/soul”. Un escritor no especificado de la revista Cash Box escribió: “Suave como la seda, se insta a escuchar con atención”.

## Galardones
| Año  | Premio         | Categoría                      | Resultado | Ref.  |
| ---- | -------------- | ------------------------------ | --------- | ----- |
| 1974 | Premios Grammy | Mejor Composición Instrumental | Nominado  | [ 4 ] |

## Lista de canciones
Todas las canciones escritas y compuestas por Barry White.
1. «Rhapsody in White» – 2:54
2. «Barry's Theme» – 4:28

## Créditos y personal
Créditos adaptados desde las notas de álbum de Rhapsody in White.
Personal técnico
- Barry White – productor, arreglos, conductor
- Gene Page – arreglos
- Frank Kejmar – ingeniero de audio
- Gary N. Mayo – masterización

## Posicionamiento
| Gráfica (1974)                              | Pico de posición |
| ------------------------------------------- | ---------------- |
| Canadá (RPM Top Singles)                    | 63               |
| Estados Unidos (Billboard Hot 100)          | 63               |
| Estados Unidos (Billboard Easy Listening)   | 34               |
| Estados Unidos (Billboard Hot Soul Singles) | 48               |